# Località bandiere blu in Italia (2002)
Elenco delle località italiane insignite della bandiera blu dalla FEE per l'anno 2002.

## Spiagge

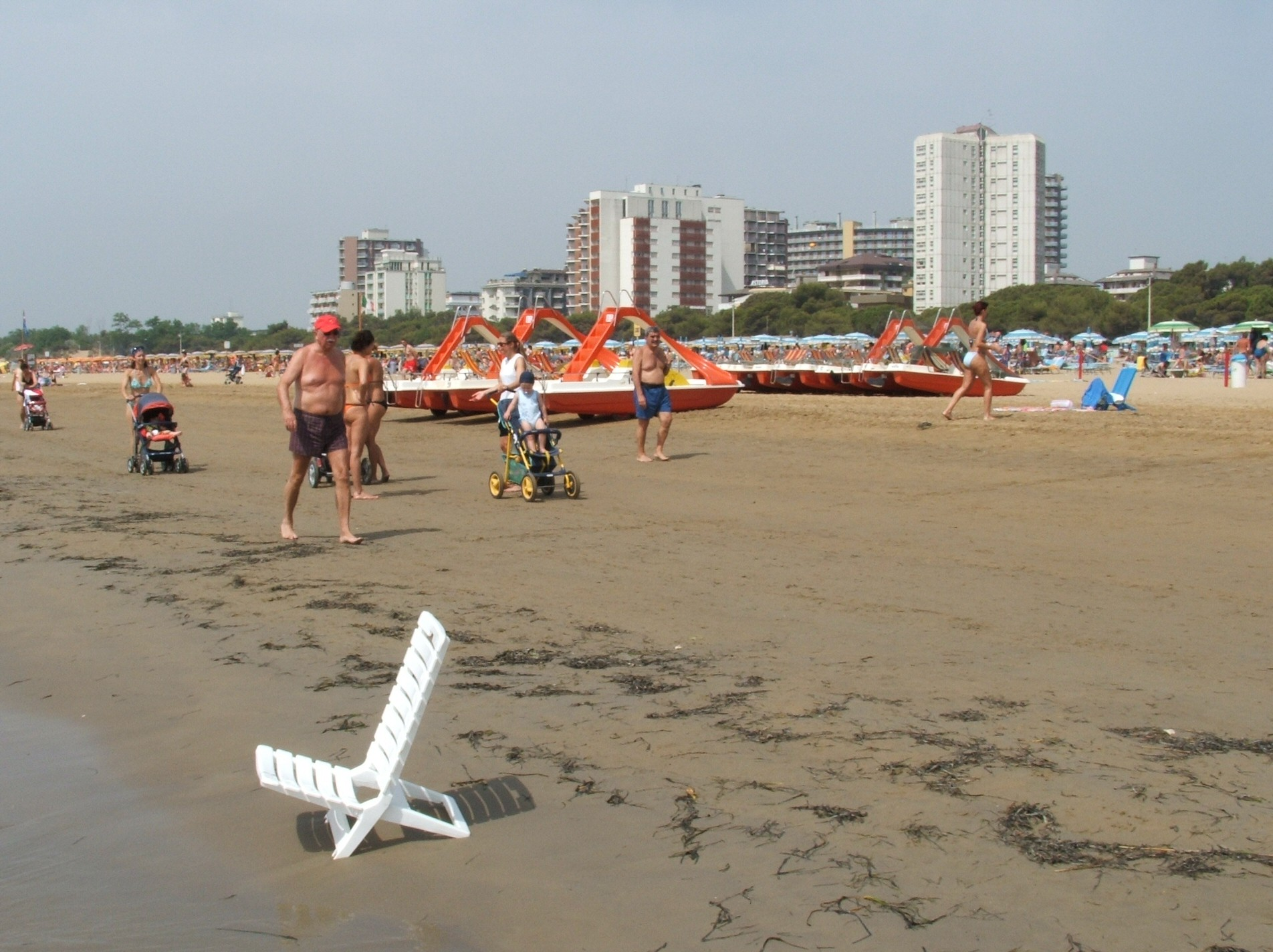
La spiaggia di Lignano Sabbiadoro

### Piemonte
- Cannobio

### Lombardia
- Staffalo e Gennari di Sirmione

### Friuli-Venezia Giulia
- Grado
- Lignano Sabbiadoro

### Veneto

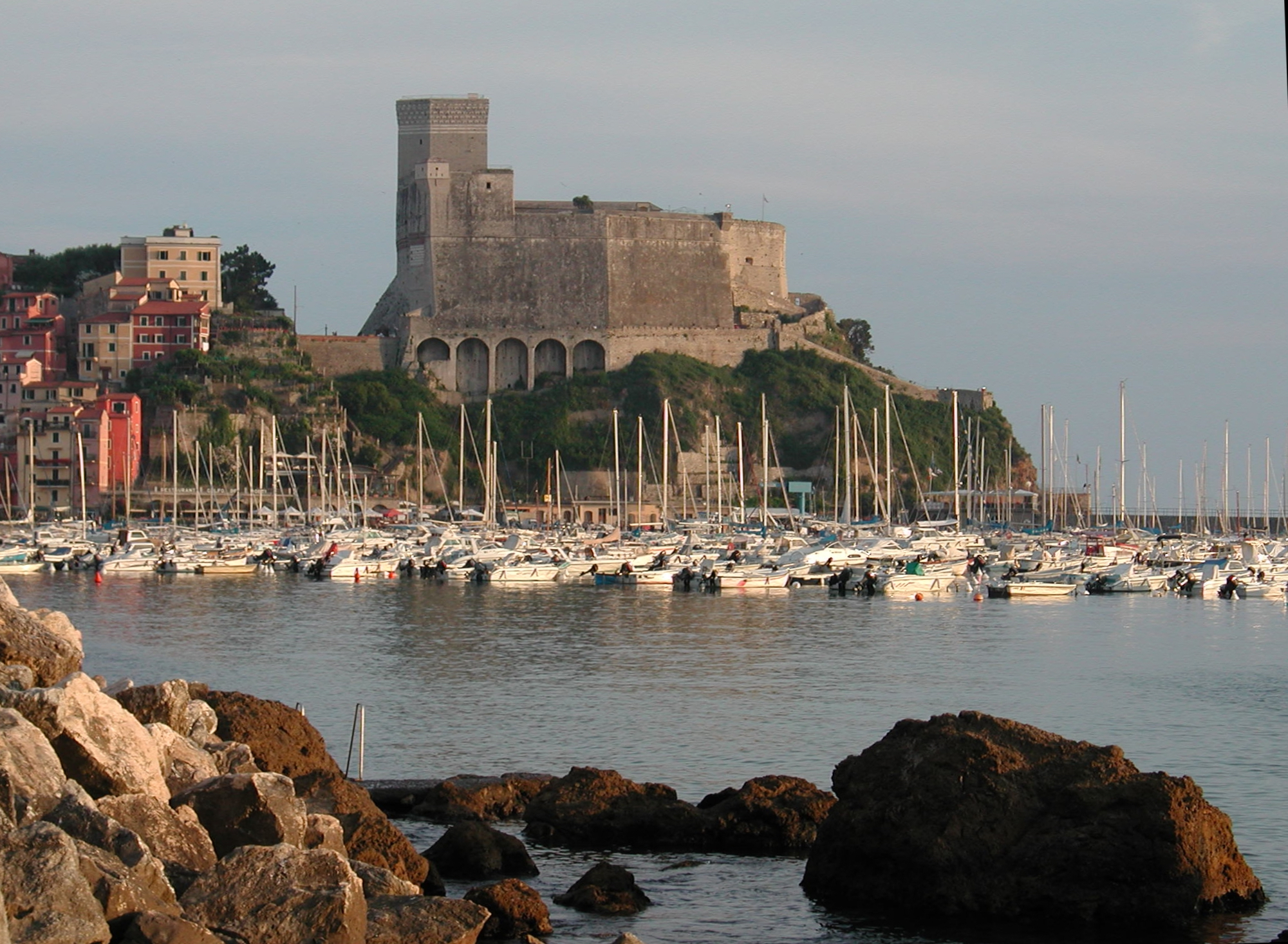
Il castello e il porticciolo di Lerici

- Bibione
- Caorle

### Liguria
- Bergeggi
- Bordighera
- Camporosso
- Celle Ligure
- Chiavari
- Framura
- Lerici
- Moneglia
- Spiaggia Fornaci di Savona
- Taggia

### Emilia-Romagna

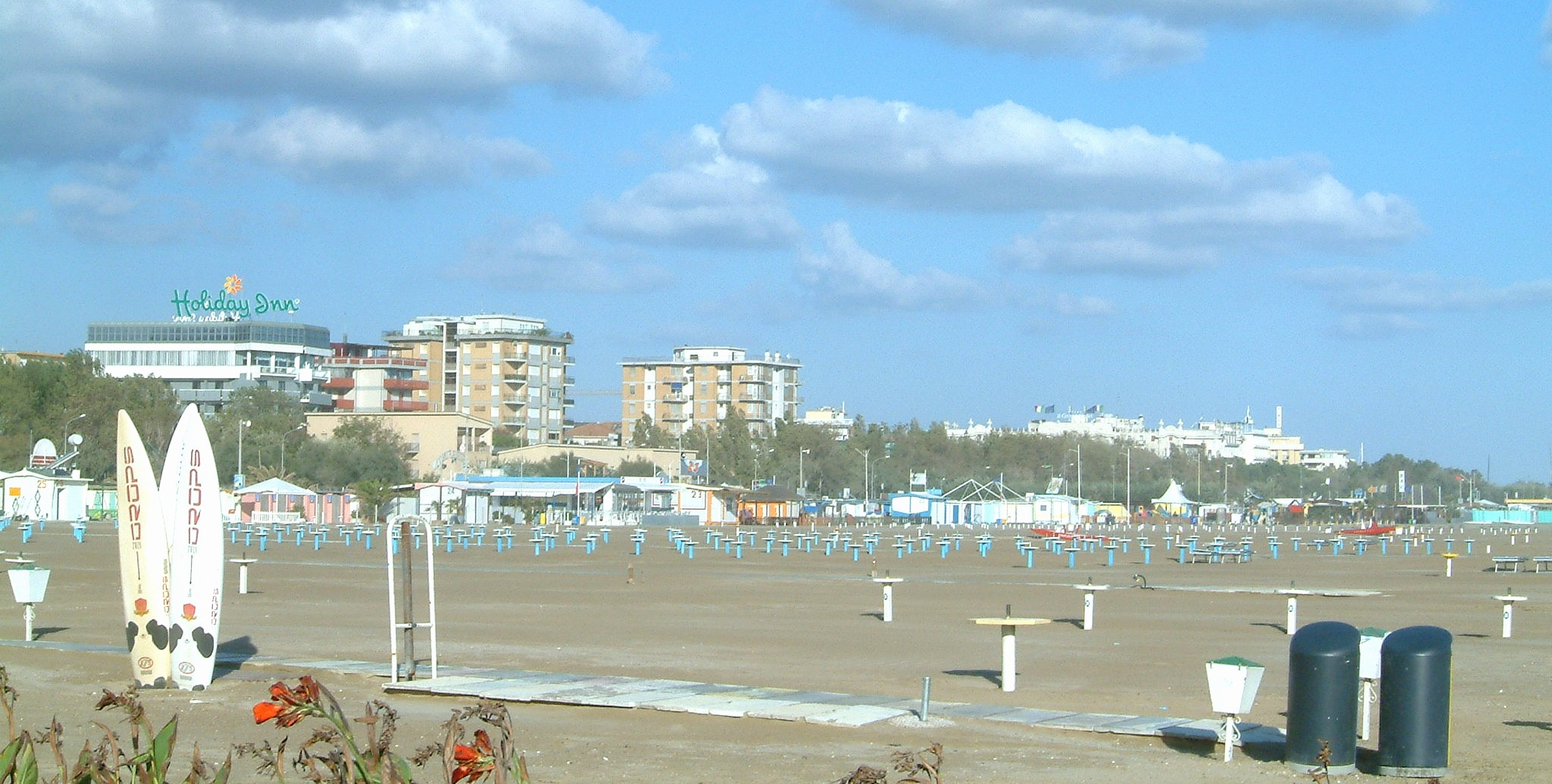
La spiaggia di Rimini

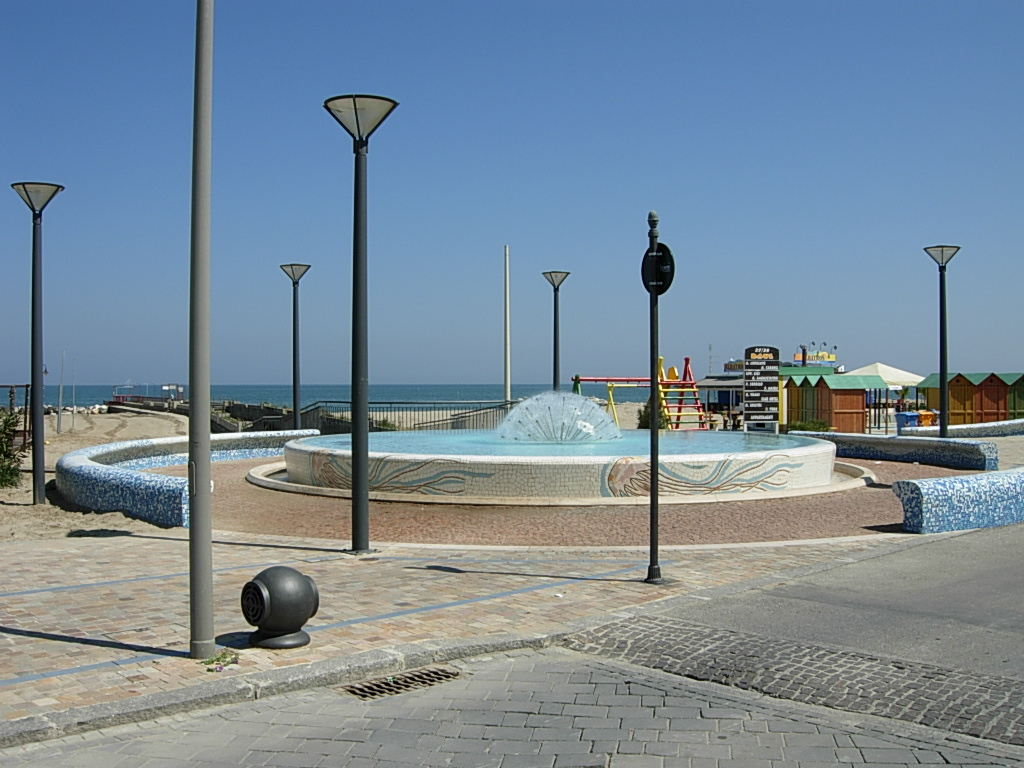
Misano Adriatico - La Medusa, fontana del lungomare posta sopra il Rio Agina, all'incrocio con Via Marche.

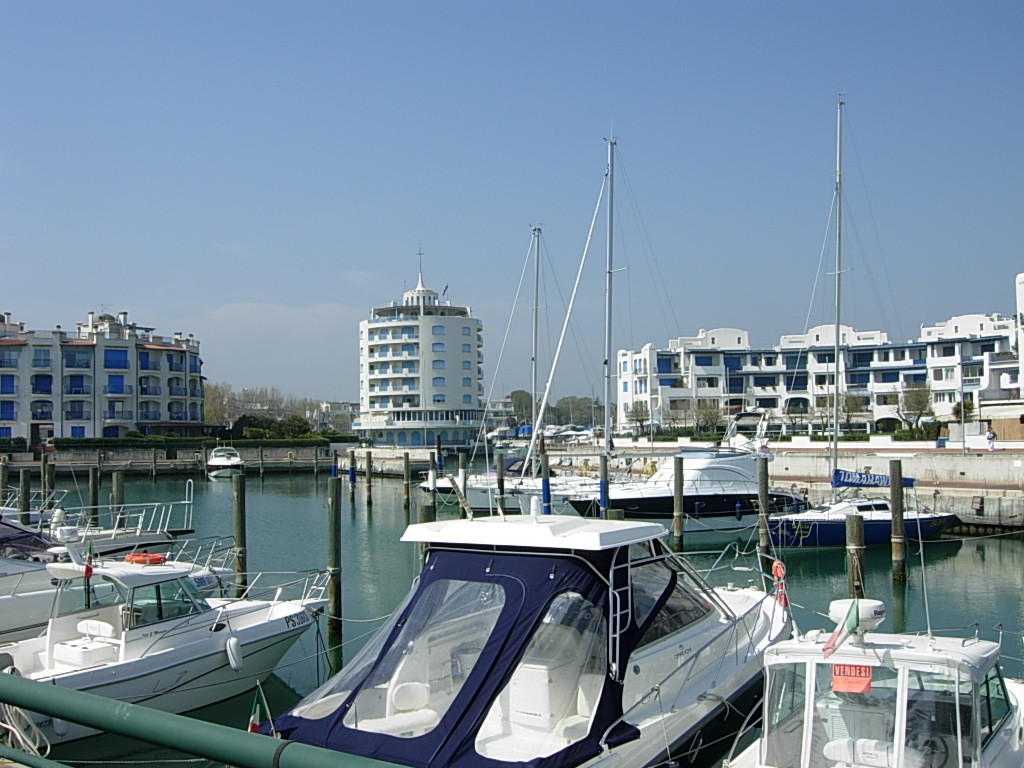
Misano Adriatico - La frazione di Portoverde

- Ravenna
- Cervia
- Cesenatico
- Gatteo a Mare
- San Mauro Pascoli
- Rimini
- Misano Adriatico
- Cattolica

### [Toscana
- Camaiore
- Marina di Carrara
- Castagneto Carducci
- Castiglioncello e Vada di Rosignano Marittimo

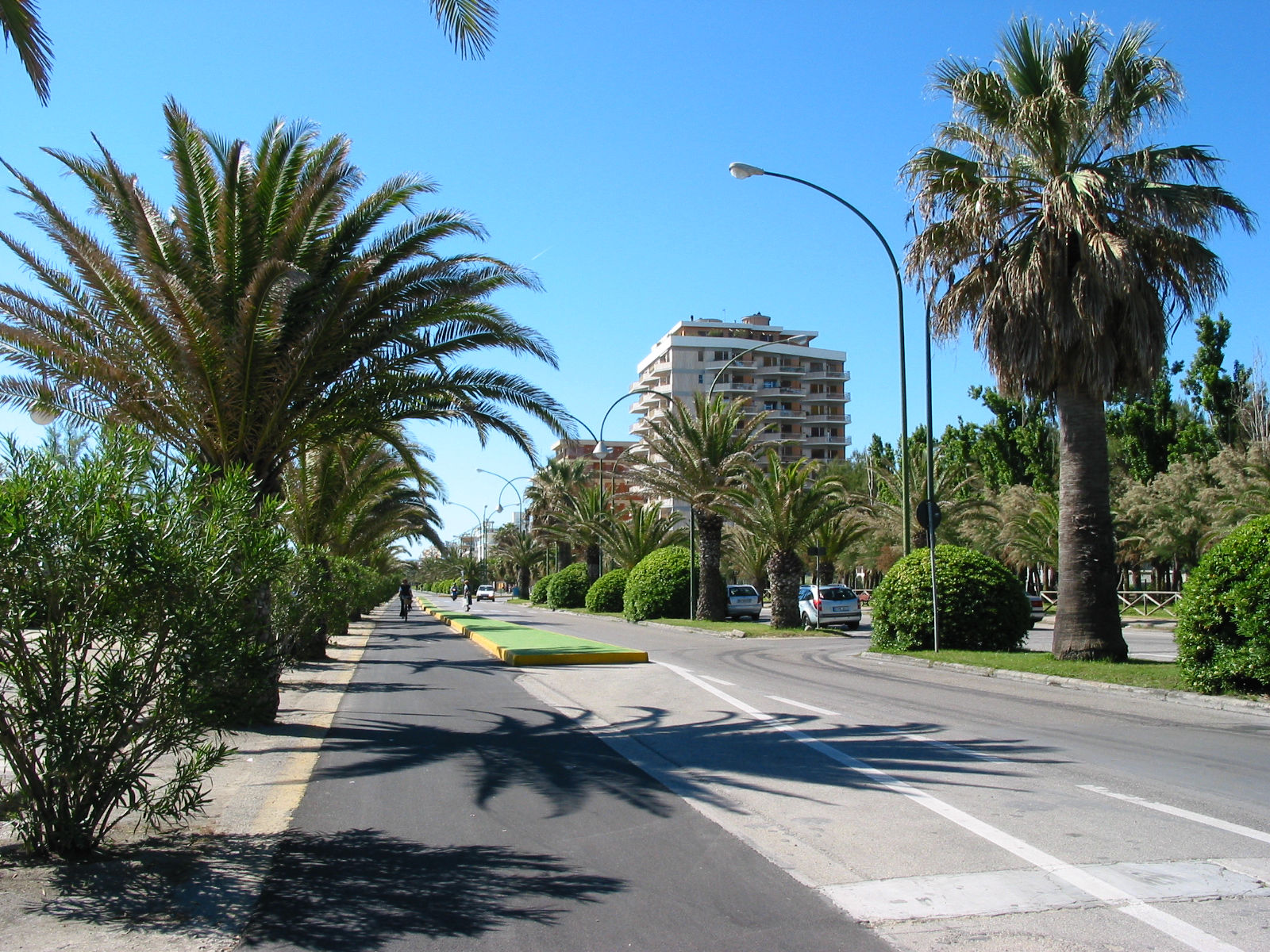
Il lungomare di San Benedetto del Tronto

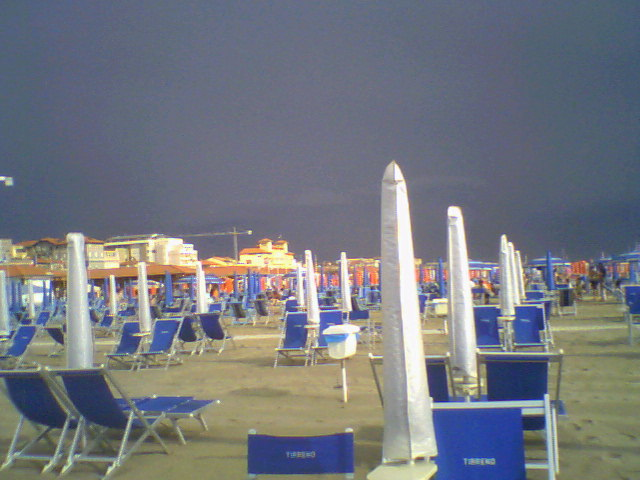
La spiaggia di Viareggio

- Castiglione della Pescaia
- Follonica
- Forte dei Marmi

- Grosseto
- Pietrasanta
- Tirrenia
- Viareggio

### Marche
- Gabicce Mare
- Spiaggia Torretta e Marotta di Fano

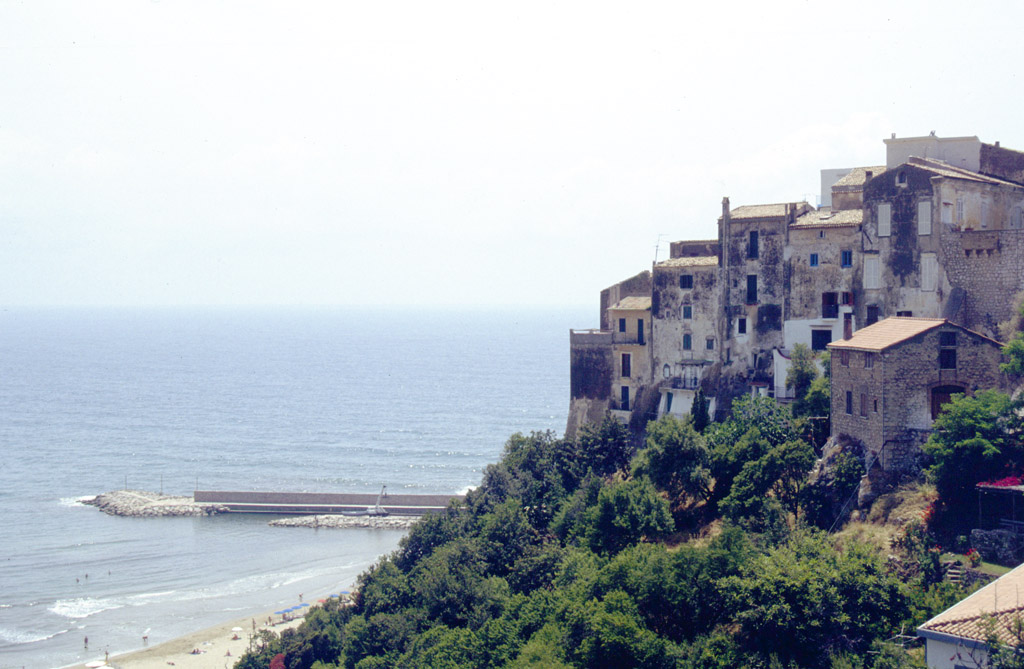
Sperlonga

- Senigallia
- Portonovo di Ancona
- Sirolo
- Spiaggia di Numana Bassa

- Porto San Giorgio
- Cupra Marittima
- Grottammare

### Lazio

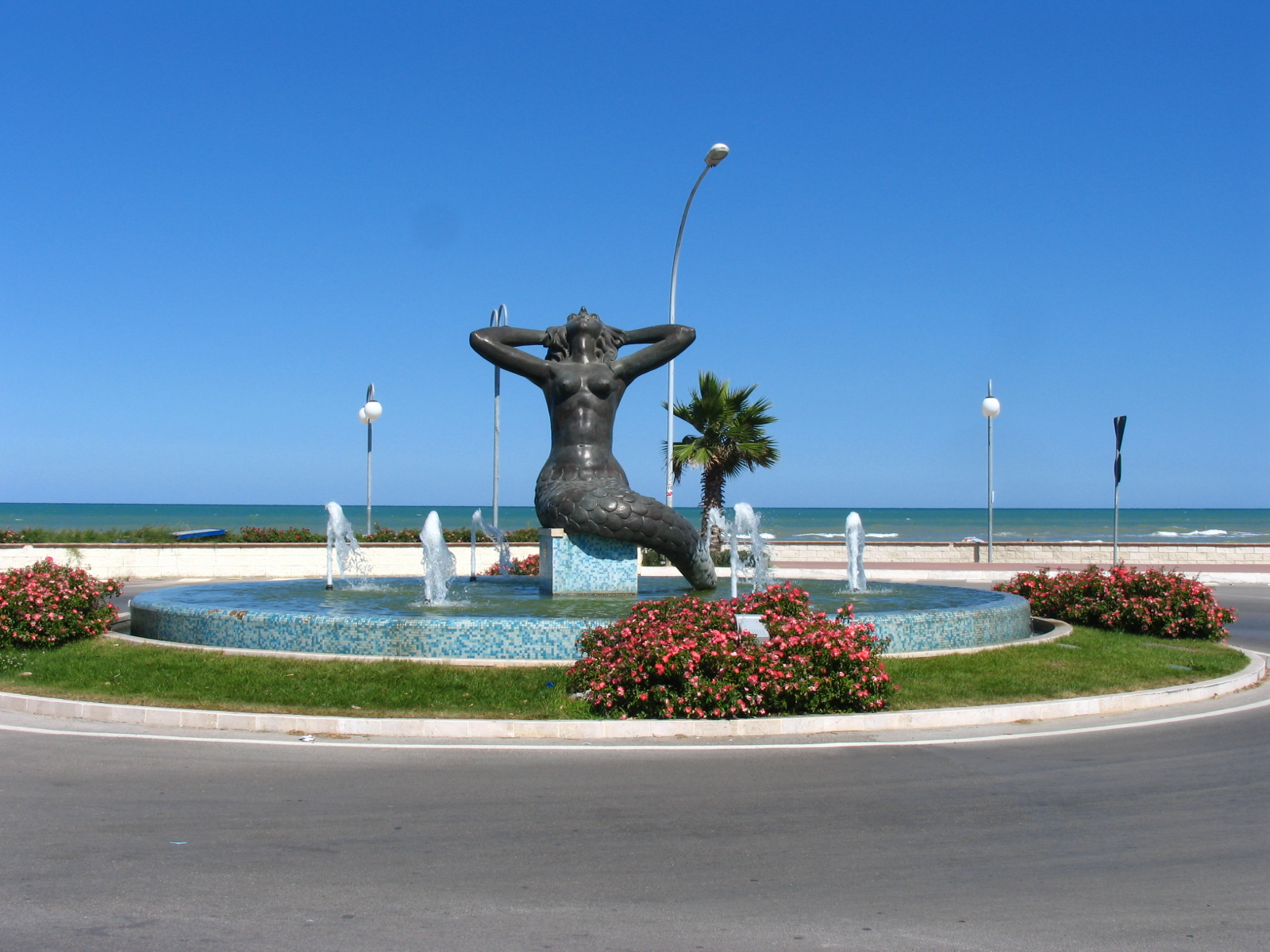
Lungomare di Tortoreto

- Gaeta
- Spiagge centrali di Sabaudia
- Sperlonga

### Abruzzo

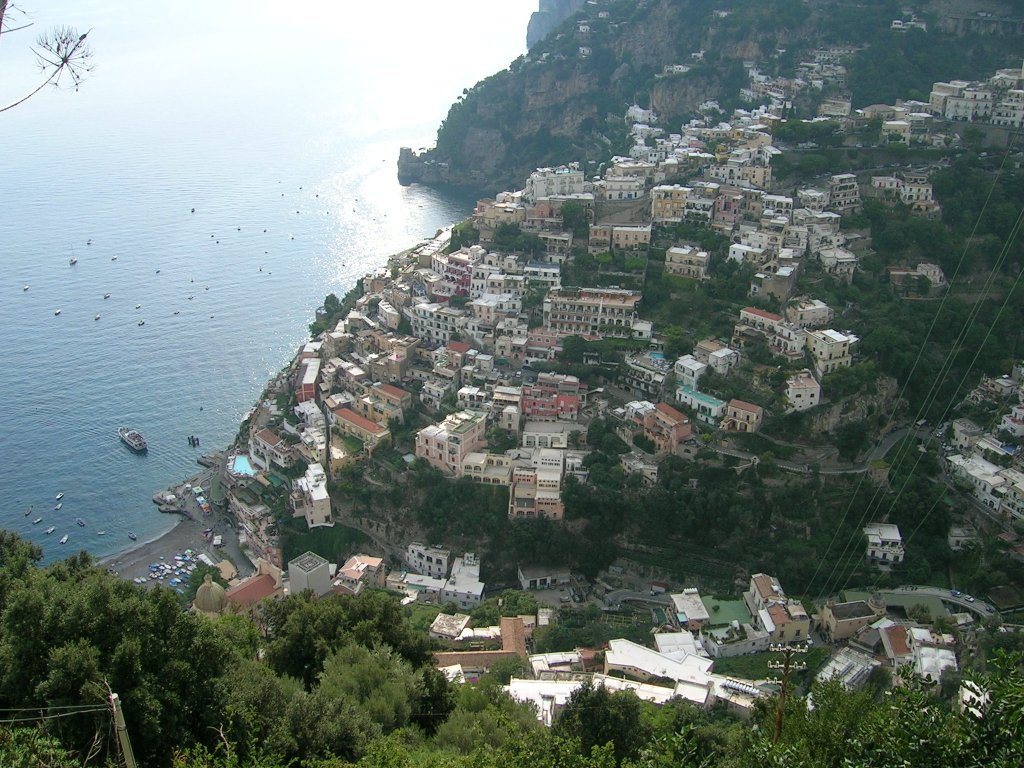
Positano

- Alba Adriatica
- Giulianova
- Martinsicuro
- Roseto degli Abruzzi
- Pineto
- San Salvo
- Silvi
- Tortoreto

### Molise
- Campomarino

### Campania
- Ascea
- Lido Trentova di Agropoli
- Punta Licosa e Lago di Castellabate

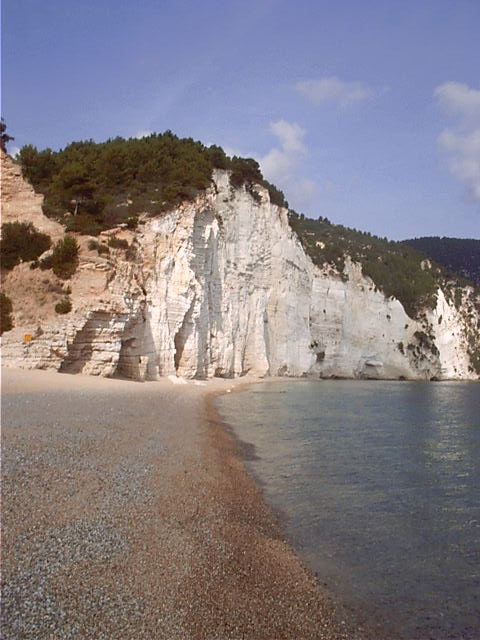
La baia di Vignotica, nel comune di Mattinata

- Pisciotta
- Pollica
- Positano
- Sapri
- Vibonati

### Puglia
- Calalunga e Manaccora di Peschici
- Ginosa
- Isole Tremiti
- Mattinata
- Monopoli
- Ostuni

### Basilicata
- Maratea
- Policoro
- Scanzano Jonico

### Calabria

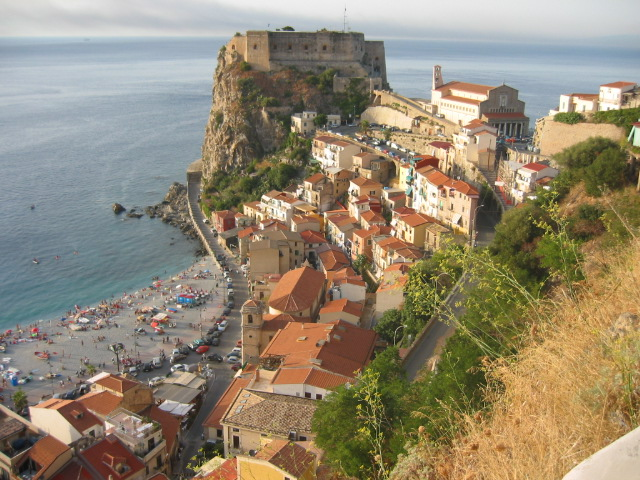
Scilla

- Bianco
- Crucoli
- Marina di Gioiosa Jonica
- Marina Grande di Scilla
- Roseto Capo Spulico
- Siderno

### Sicilia
- Marsala
- Menfi
- Pozzallo
- San Vito Lo Capo

### Sardegna
- Baia Trinità e Stagno Torto de la Maddalena
- Quartu Sant'Elena
- La Rena Bianca di Santa Teresa di Gallura

## Approdi

### Liguria
- Darsena Vecchia, Savona
- Imperia Mare
- Marina degli Aregai, Santo Stefano al Mare
- Porto Lotti
- Porto Turistico di Andora
- Porto Turistico di Chiavari
- Porto Turistico Internazionale di Rapallo

### Veneto
- Darsena dell'Orologio
- Marina 4, Caorle
- Marina del Cavallino
- Marina di Albarella
- Porto Turistico, Jesolo
- Sporting Club, Chioggia

### Friuli-Venezia Giulia
- Base Nautica, Lega Navale di Trieste
- Darsena di Lignano Sabbiadoro
- Hannibal, Monfalcone
- Marina Capo Nord, Latisana
- Marina di Aquileia
- Marina Punta Gabbiani
- Marina Punta Verde, Lignano
- Marina Punta Faro, Lignano
- Marina Uno, Lignano
- Porto San Vito, Grado

### Emilia-Romagna
- Circolo Velico Ravennate
- Marinara, Ravenna
- Portoverde, Misano Adriatico

### Toscana
- Marina di Cala Galera
- Marina di Punta Ala

### Marche
- Porto Turistico di Numana
- Marina Porto San Giorgio

### Lazio
- Base Nautica "Flavio Gioia", Gaeta
- Marina di Nettuno
- Porto Turistico di Roma, Ostia
- Riva di Traiano, Civitavecchia

### Abruzzo
- Marina di Pescara

### Campania
- Marina di Camerota
- Porto Turistico Marina Grande, Capri
- Sudcantieri, Pozzuoli

### Calabria
- Sibari Marina, Cassano all'Ionio

### Sicilia
- Marina di Portorosa, Furnari

### Sardegna
- Marina dell'Orso, Poltu Quatu
- Marina di Capitana, Quartu Sant'Elena
- Marina di Porto Cervo
- Marina di Portisco
- Marina di Porto Rotondo
- Santa Teresa di Gallura